# Ҍ
Ҍ ҍ (itálico: Ҍ ҍ) é uma letra da escrita cirílica.
O Ҍ se encontra no alfabeto do lapão de quildim, onde indica palatalização (às vezes também chamada de "meia-palatalização") da oclusiva precedente, /nʲ/, /tʲ/ ou /dʲ/.
Ele tem um formato semelhante ao iat (ѣ), mas o traço horizontal que o permeia é menor.